# Barthodeiszky-kastély
A Barthodeiszky-kastély Beled város jellegzetes épülete, jelképe. Korát tekintve a fiatal kastélyok közé tartozik, csak a 19. század végén épült. A település főutcájának számító 8612-es út mentén áll, ma iskolaépületként funkcionál.

## Építéstörténete
Tulajdonosai, a Barthodeiszky család tagjai korábban Mihályiban éltek, ideköltözésük előtt nem volt kastély Beleden, csak a nagybirtokosok majorházai. Ilyen majorház állt a kastély helyén is gyümölcsössel, a birtokot jobbágyok művelték. Már egy 1856-os térkép is ábrázolja ezt a nagy területet, ami Barthodeiszky (II.) Antal öröksége volt.
A majorházat 1886-ban lebontották és 1890-re már el is készült a kastély, Ludwig Schőne német mérnök tervei alapján. Az építkezés jól haladt, egy soproni mester vezetésével, Bécsből hozott téglákból, amit a helyi téglavetőben készítettekkel egészítettek ki. Ám 1890-ben meghalt Barthodeiszky Antal, nem érhette meg a kastély elkészültét, így oda csak özvegye és családja költözhetett be.

## Leírása

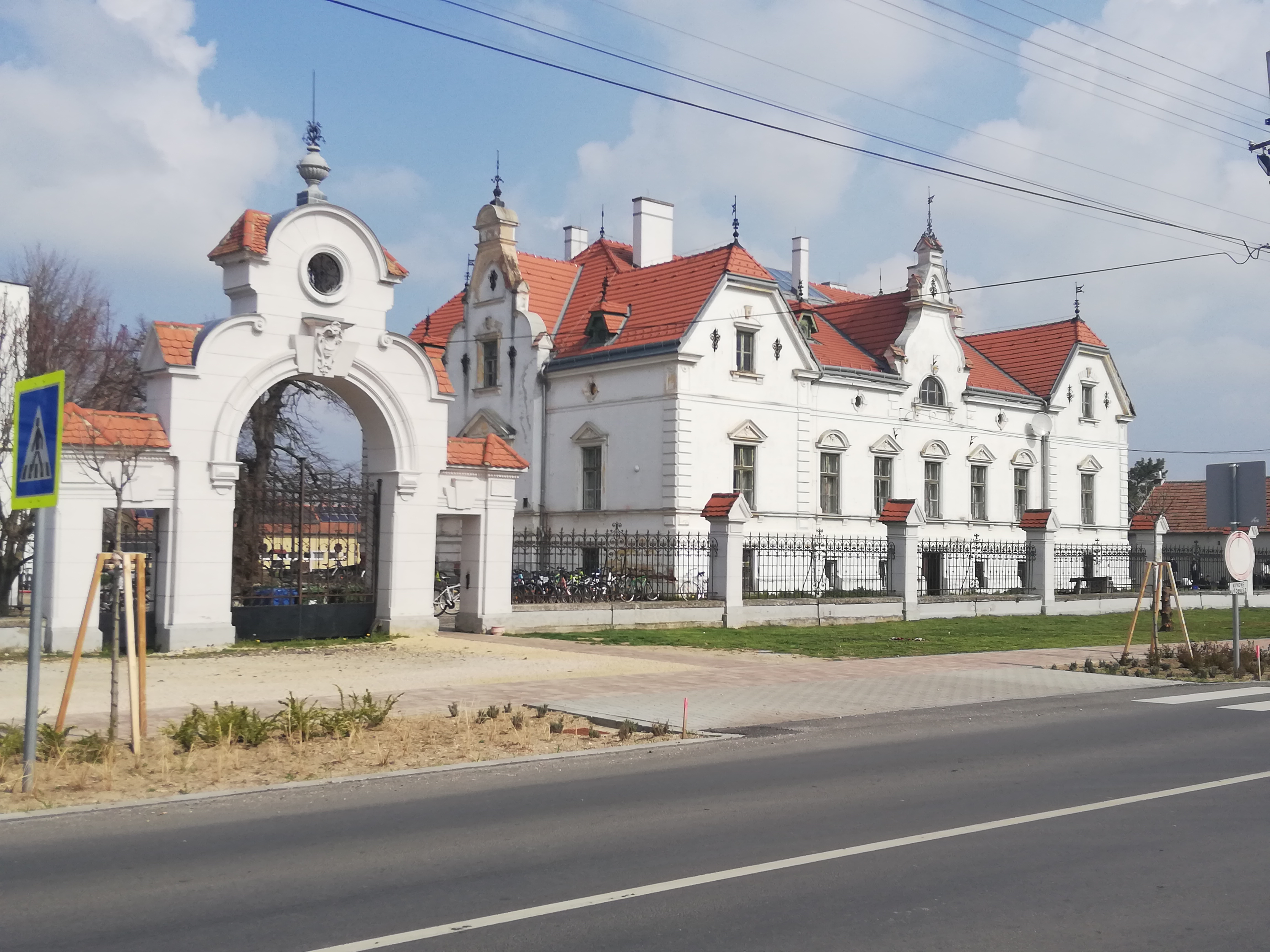
A kastély és díszkapuja a főutca túloldaláról nézve

A kastélyt három szintesre építették.
- Alagsor

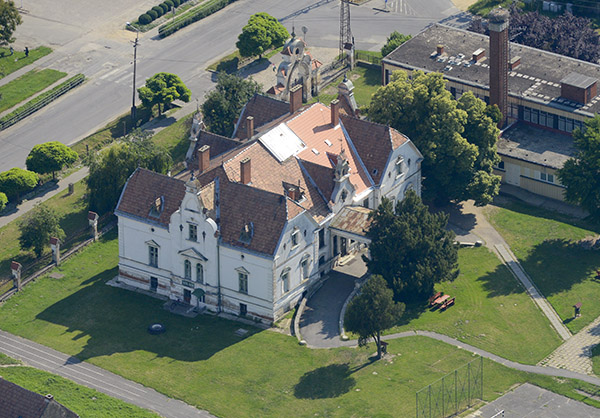
A kastély légi felvételen, északkeleti irányból

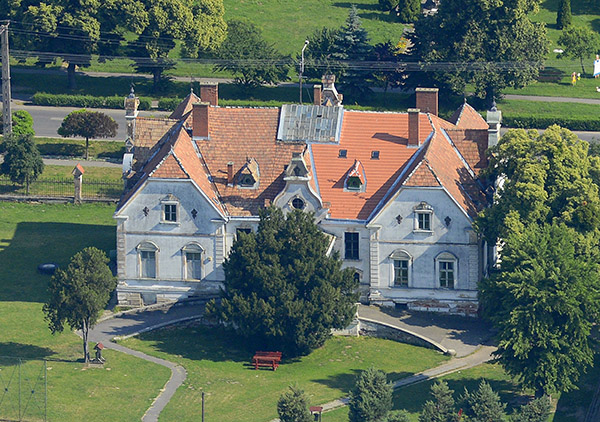
A kastélykert felőli homlokzat a levegőből

Az alagsorba a kiszolgáló helyiségek kerültek, úgymint a konyha, a befőttes kamrák, az almás „szoba”, a krumplitároló és a jégverem. A korszak technikai lehetőségeit kihasználva több, a család kényelmét szolgáló szerkezetet is beépítettek, így például a konyhát az ebédlő előtti tálalóval egy ételfelvonó kötötte össze. A jégverembe a hűtéshez a Rábából behordott jeget használták. Az alagsorban kapott még helyet a mosó- és mángorlóhelyiség, illetve néhány cselédszoba is.
- Lakótér

A kastély első szintjét lakták a tulajdonosok, ide egy tágas előszobából lehetett bejutni, ami egy hatalmas hallba vezetett. A hall különlegessége volt a teljes belmagasságot magába foglaló üvegtető, ami holdvilágnál kilométernyi távolságokra fényesen csillogott. A falakon festmények sorakoztak, melyeken a család felmenői voltak láthatók. A hall közepén egy nagy ovális asztal állt tizennyolc székkel, kilenc szoba is innen nyílt. A bejárati fronton helyezkedett el két szoba, az ebédlő és a szalon, a parkra néztek a hálószobák és a vendégszobák keleti-nyugati irányban ellentétesen. 
A kastély padlózata parkettás volt; a szobákban cserépkályhákkal, a nappaliban kandallóval fűtöttek. A vizet vízvezetékekből kapták, a tetőtérben helyezték el a tartályát. A felső szinten a személyzeti szobák sorakoztak.
- Kastélykert

A kastélyhoz csodálatos kert is tartozott, gesztenyefasorral és japánorgonákkal a bejáratig, de voltak itt különleges egzotikus növények és szobrok is. A kertben állt egy kis kerti lak és a gyümölcsösben egy filagória, hátul pedig egy teniszpálya kapott helyet. A családnak négy hintót tartottak, az ezeket húzó lovakat (fehér vagy fekete) mindig az alkalomhoz választották ki.